# Phyllodesma suberifolia
Phyllodesma suberifolia is een vlinder uit de familie spinners. De wetenschappelijke naam is voor het eerst geldig gepubliceerd in 1842 door Duponchel.
De soort komt voor in Europa.